# Elegantly Wasted
| Оценки критиков | Оценки критиков |
| Источник        | Оценка          |
| --------------- | --------------- |
| Allmusic        | [ 1 ]           |
| Q               | [ 2 ]           |
| Rolling Stone   | [ 3 ]           |
| FUZZ            | [ 4 ]           |

Elegantly Wasted — десятый студийный альбом группы INXS, вышедший 4 апреля 1997 года. В дискографии группы диск стал последним альбомом, в записи которого принял участие Майкл Хатчинс.

## Об альбоме
INXS начали репетировать в Лондоне в апреле 1996 года; в начале лета группа перебралась в Ванкувер, чтобы начать запись материала под руководством продюсера Брюса Фэйрбейрона (известного по работе с Loverboy, Blue Öyster Cult, Bon Jovi, Poison, Aerosmith, AC/DC, Scorpions, Van Halen и Chicago). Полученный результат стал своего рода продолжением предыдущих двух альбомов Welcome to Wherever You Are (1992) Full Moon, Dirty Hearts (1993), в которых (под руководством Марка Опитца) группа экспериментировала с более сырым звуком в угоду моде на гранж. Помимо дальнейшего развития и переработки стиля предыдущих двух пластинок, INXS добавили элементы блюза («Searching» , «Girl Оn Fire» и «Don’t Loose Your Head») и фирменную для коллектива комбинацию танцевальной и фанк-музыки а-ля «What You Need» и «Need You Tonight» («Elegantly Wasted»). Производство альбома было завершено Майклом Хатченсом и Эндрю Фаррисом в конце лета в Испании.
В поддержку альбома было выпущено три сингла — «Elegantly Wasted», «Everything» и «Don’t Loose Your Head», которые не снискали былой славы в чартах — даже по сравнению с предыдущими работами, которые продавались довольно плохо. Сам альбом также получил смешанные отзывы критиков и имел невысокие уровни продаж. Бывший менеджер группы Крис Мерфи, предлагал музыкантам отменить завершающую часть тура по Австралии, намеченную на конец 1997 года, так как к тому моменту группа уже выступала на клубной сцене в полупустых помещениях. Но коллектив не прислушался к совету бывшего наставника, так как они считали, что это будет «возвращением домой» — учитывая то, что пресса уже давно критиковала музыкантов, обвиняя их в высокомерии, указывая на то, что INXS акцентируется более на европейской и американской публике и практически игнорирует родную Австралию (это, в свою очередь, негативно сказалось и на популярности музыкантов дома).
Последний концерт американской части Elegantly Wasted-тура состоялся 27 сентября 1997 года. Затем, после небольшого перерыва, началась подготовка к австралийской части тура. После проведённой 21 ноября репетиции, в ночь на 22 ноября, Майкл Хатчинс покончил с собой, повесившись в своём номере в Ritz-Carlton Hotel в Сиднее. Выход четвёртого сингла — «Searching» — был отменён; группа на некоторое время прекратила существование.

## Отзывы критиков
Редакция «Афиша Daily» описала Elegantly Wasted как «хороший альбом с чередой удачных и очень удачных мелодий (одна заглавная песня чего стоит), которому отчаянно не повезло со временем», особо выделив «Searching» в качестве возможного вектора развития группы.

## Список композиций
Авторы всех песен Эндрю Фаррисс и Майкл Хатченc
1. «Show Me (Cherry Baby)» — 4:17
2. «Elegantly Wasted» — 4:32
3. «Everything» — 3:13
4. «Don’t Lose Your Head» — 4:02
5. «Searching» — 4:04
6. «I’m Just a Man» — 4:48
7. «Girl On Fire» — 3:55
8. «We Are Thrown Together» — 5:36
9. «Shake The Tree» — 4:10
10. «She Is Rising» — 5:24
11. «Building Bridges» — 3:55
12. «Shine» — 3:52

## Синглы
1. «Elegantly Wasted»/«Need You Tonight» (Март 1997) - (AUS №48, UK № 20)
2. «Everything»/«Let It Ride» (Май 1997) - (UK № 71)
3. «Don’t Lose Your Head»/«I’m Just a Man» (live) (Сентябрь 1997) - (AUS №94)
4. «Searching» (не был выпущен)

## Участники записи
- Гарри Гэри  Бирс — бас-гитара
- Эндрю Фаррисс — клавишные, гитара
- Джон Фаррисс — ударные, бэк-вокал
- Тим Фаррисс — соло-гитара
- Майкл Хатченс — ведущий вокал
- Кирк Пенгилли — гитара, саксофон, бэк-вокал